# Šimići
Šimići so naselje v mestu Banjaluka, Bosna in Hercegovina. 

## Deli naselja
Bijelići, Blaževići, Ćorkovići, Debeljak, Dizdari, Gorčani, Gradina, Javorac, Jurkići, Klasani, Kose, Kovačevići, Miškovići, Novi Šimići, Oljačići, Petrovići, Pujići, Radmani, Smiljčići, Srednje Selo, Šimići, Šimići-Kozara, Torlak, Tutići, Užari, Zakarići in Zanoge. 

## Prebivalstvo
| Pregled števila prebivalcev po letih | Pregled števila prebivalcev po letih | Pregled števila prebivalcev po letih | Pregled števila prebivalcev po letih | Pregled števila prebivalcev po letih | Pregled števila prebivalcev po letih |
| ------------------------------------ | ------------------------------------ | ------------------------------------ | ------------------------------------ | ------------------------------------ | ------------------------------------ |
| 1948                                 | 1953                                 | 1961                                 | 1971                                 | 1981                                 | 1991                                 |
| -                                    | -                                    | 2.925                                | 2.532                                | 2.000                                | 1.516                                |

| Narodna sestava prebivalstva po letih                                                                                           | Narodna sestava prebivalstva po letih                                                                                            | Narodna sestava prebivalstva po letih                                                                                           |
| --- | --- | --- |
| 1971 | 1981 | 1991 |
| . skupaj: 2.532 Hrvati 2.507 (99,01 %) Srbi 8 (0,31 %) Muslimani 1 (0,03 %) Jugoslovani 1 (0,03 %) drugi in neznano 15 (0,59 %) | . skupaj: 2.000 Hrvati 1.878 (93,90 %) Srbi 7 (0,35 %) Muslimani 1 (0,05 %) Jugoslovani 91 (4,55 %) drugi in neznano 23 (1,15 %) | . skupaj: 1.516 Hrvati 1.493 (98,48 %) Srbi 8 (0,52 %) Muslimani 0 (0,00 %) Jugoslovani 0 (0,00 %) drugi in neznano 15 (0,98 %) |